# Aesalus himalayicus
Aesalus himalayicus là một loài bọ cánh cứng trong họ Lucanidae. Loài này được Kurosawa mô tả khoa học năm 1985.